# フィリッポ・バンディネッリ
フィリッポ・バンディネッリ（Filippo Bandinelli, 1995年3月29日 - ）は、イタリア・フィレンツェ出身のサッカー選手。スペツィア・カルチョ所属。ポジションはミッドフィールダー。

## 経歴
1995年3月29日、イタリア・トスカーナ州フィレンツェに生まれた。フィオレンティーナの下部組織で育ち、2015年にセリエBのラティーナに期限付き移籍。翌シーズンには完全移籍でラティーナの一員となった。
2017年7月9日、ラティーナの破産に伴いフリートランスファーでセリエAのサッスオーロに加入。同月31日にはセリエBのペルージャに期限付き移籍で加入した。
2018年8月2日、セリエBのベネヴェントに期限付き移籍で加入した。
2019年7月13日、セリエBのエンポリに完全移籍で加入した。在籍2年目の2020-21シーズンにクラブはセリエBで優勝。2021年8月21日に行われた2021-22シーズンの開幕節のラツィオ戦で先発出場しセリエAにデビューすると、前半に先制弾となるセリエA初得点も決めた。翌2022-23シーズンからは、退団したシモーネ・ロマニョーリの後を継ぎキャプテンに就任。2022年10月にはクラブとの契約を2025年まで延長した。
2023年7月21日、セリエBに降格したスペツィアに2027年6月までの4年契約で加入した。

## タイトル
エンポリ
- セリエB：2020-21